# 小狭叶芽胞耳蕨
小狭叶芽胞耳蕨（学名：Polystichum atkinsonii），为鳞毛蕨科耳蕨属下的一个植物种。